# Bartolomeo Vivarini

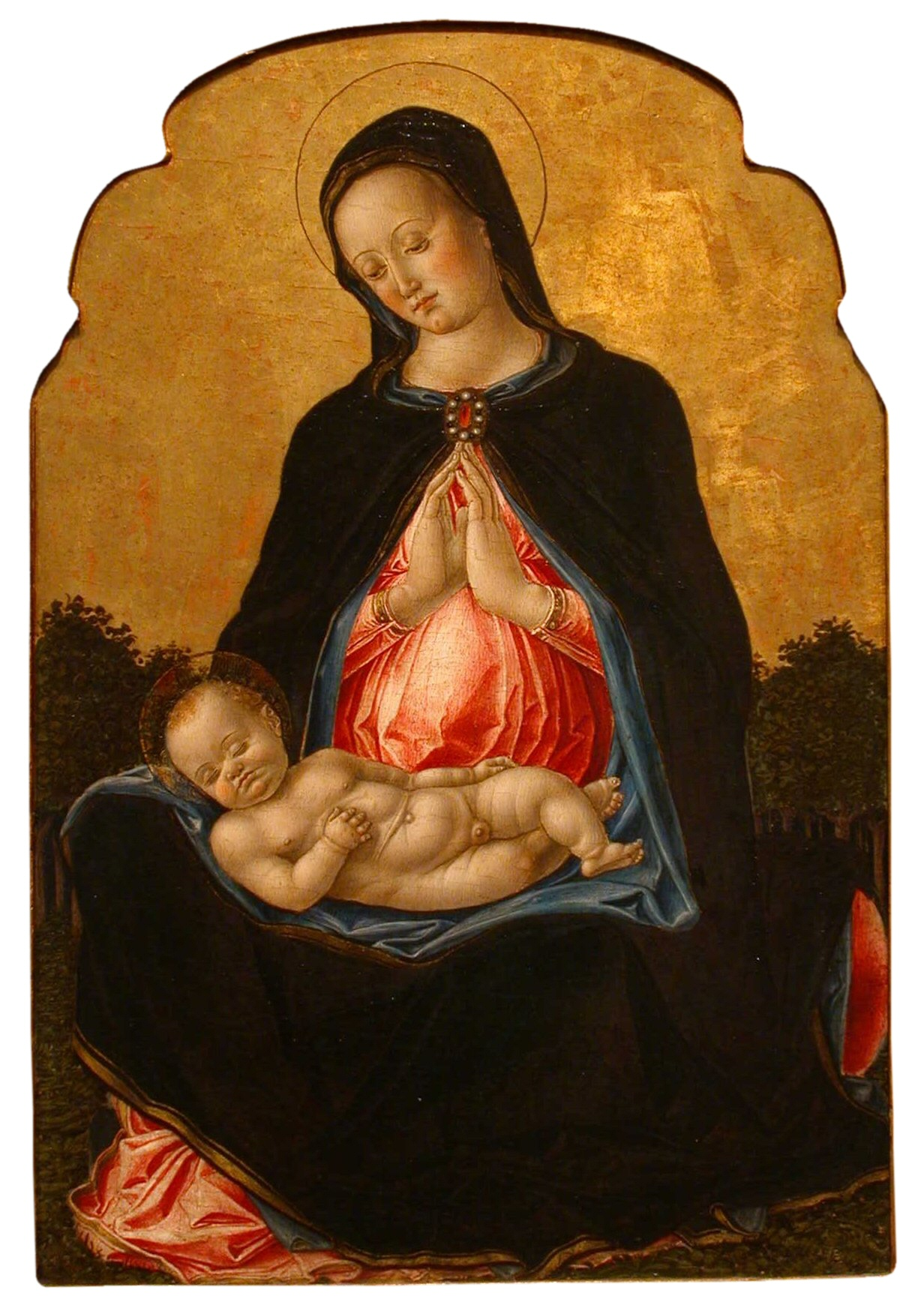
Madonna en kind, tempera op paneel, Bartolomeo Vivarini, ca. 1475

Bartolomeo Vivarini (circa 1432 – c. 1499) is een Italiaans kunstschilder uit de Italiaanse renaissance. Hij leerde het schilderen in olieverf van Antonello da Messina en er wordt van hem gezegd dat hij in 1473 de eerste was die een olieverfschilderij maakte in Venetië.
Enkele werken zoals een Madonna met kind, een drieluik in de Capella Bernardo en een drieluik van St. Marcus (1474) bevinden zich in de Basilica di Santa Maria Glorioso dei Frari  in Venetië.

## Schilderstijl
De werken van Bartolomeo Vivarini behoren tot de vroegrenaissance.

## Musea
De schilderijen zijn onder andere te vinden in:
- Hermitage in Sint-Petersburg
- J. Paul Getty Museum in Los Angeles
- Museum of Fine Arts in Boston
- Uffizi in Florence